# Vista Chino
I Vista Chino sono un gruppo musicale statunitense, formato nel 2010 dal cantante John Garcia, dal batterista Brant Bjork e dal bassista Nick Oliveri, ex membri dei Kyuss, insieme al chitarrista Bruno Fevery.

## Storia

### La nascita come Kyuss Lives! (2010-2013)
Il gruppo nasce nel novembre del 2010, Garcia, Oliveri e Bjork annunciano la loro reunion con il soprannome di Kyuss Lives! per un tour europeo, nella cui scaletta suoneranno canzoni quasi esclusivamente dei Kyuss.
L'anno successivo faranno un tour che comprenderà date in Australia, Europa e America, talvolta con Scott Reeder al basso nelle date al di fuori degli Stati Uniti. Al termine del tour, i Kyuss Lives! hanno pianificato di registrare un nuovo album in studio che sarà pubblicato nell'estate del 2012.

### La causa e la rinascita come Vista Chino
Nell'agosto del 2012 Josh Homme assieme al bassista Scott Reeder hanno deposto una causa federale contro John Garcia e Brant Bjork relativa alla "violazione di marchio e frode al consumatore" sull'uso del nome Kyuss. Causa vinta da Homme e Reeder, la corte della California dichiara l'impossibilità a Garcia e Björk di rilasciare incisioni audio sotto il nome di Kyuss.
A fine dello stesso anno John Garcia rende noto che il gruppo proseguirà la sua attività sotto il nome di Vista Chino.

### Peace (2013-presente)
Il 3 settembre 2013 è primo album in studio della band Peace un album Stoner rock in pieno stile Kyuss che ha avuto un buon successo, arrivando fino alla quattordicesima posizione della classifica Billboard Heatseekers.
Nell'ottobre 2014, viene annunciata la prosecuzione della carriera del gruppo, nel frattempo John Garcia e il batterista Brant Bjork continueranno la loro carriera solista.

## Formazione
Attuale
- John Garcia - voce (2010–attuale)
- Bruno Fevery - chitarra (2010–attuale)
- Brant Bjork - batteria (2010–attuale)

In tour
- Mike Dean - basso  (2013–attuale)

Precedenti
- Nick Oliveri - basso, cori (2010-Marzo 2012, Novembre 2012-Dicembre 2012)
- Billy Cordell - basso (Marzo–Novembre 2012)

Precedenti in tour
- Scott Reeder - basso(alcuni concerti del 2011)

## Discografia

### Album in studio
- 2013 – Peace (Napalm Records)